# Club Italia 2015-2016 (pallavolo maschile)
Questa voce raccoglie le informazioni riguardanti il Club Italia nelle competizioni ufficiali della stagione 2015-2016.

## Stagione
La stagione 2011-12 è per il Club Italia, squadra della Federazione Italiana Pallavolo, la terza in Serie A2: la squadra viene infatti ripescata dalla Serie B1 per decisione federale. Come allenatore viene confermato Michele Totire, così come buona parte della rosa con i pochi innesti di Gianluca Galassi, Alessandro Piccinelli e Francesco Zoppellari; tra i confermati Andrea Argenta, Gabriele Di Martino e Paolo Zonca, mentre tra quelli ceduti sono Omar Biglino, Davide Esposito, Matteo Pistolesi e Giacomo Raffaelli.
Il campionato si apre con il successo per 3-2 sulla Materdomini Volley a cui fanno seguito quattro sconfitte consecutive; il prosieguo del girone di andata è caratterizzato da un risultati altalenanti che porta la squadra con sede a Roma a chiudere al dodicesimo posto in classifica, non utile per qualificarsi alla Coppa Italia di categoria. Anche la prima parte del girone di ritorno vede la squadra alternare sconfitte e vittorie: tra la ventunesima e la ventiquattresima giornata incappa in quattro stop di fila, per poi chiudere la regular season con due successi che la portano all'undicesimo posto in classifica, fuori però dai play-off promozione.

## Organigramma societario
Area direttiva
- Presidente: Carlo Magri
- Vicepresidente: Pietro Bruno Cattaneo, Giuseppe Manfredi
- Direttore generale: Luciano Cecchi
- Dirigente accompagnatore: Giancarlo Vassallo

Area organizzativa
- Team manager: Federico Cristofori
- Direttore sportivo: Libenzio Conti

Area tecnica
- Allenatore: Michele Totire
- Allenatore in seconda: Simone Roscini
- Assistente allenatore: Francesco Ronsini
- Scout man: Annalisa Pinto

Area comunicazione
- Addetto stampa: Matteo Bocchia

Area sanitaria
- Medico: Carmine Latte
- Preparatore atletico: Fabrizio Ceci
- Fisioterapista: Gabriele Cavalieri

## Rosa
| N° | Nome                  | Ruolo | Data di nascita   | Nazionalità sportiva |
| -- | --------------------- | ----- | ----------------- | -------------------- |
| 1  | Davide Gardini        | S     | 11 febbraio 1999  | Italia               |
| 2  | Alessandro Piccinelli | L     | 30 gennaio 1997   | Italia               |
| 3  | Pietro Margutti       | S     | 20 aprile 1998    | Italia               |
| 4  | Edoardo Caneschi      | C     | 26 gennaio 1997   | Italia               |
| 7  | Francesco Zoppellari  | P     | 27 maggio 1997    | Italia               |
| 8  | Paolo Zonca           | S     | 13 maggio 1997    | Italia               |
| 9  | Claudio Osak          | S     | 26 febbraio 1997  | Italia               |
| 10 | Alessandro Marta      | L     | 10 settembre 1997 | Italia               |
| 11 | Andrea Argenta        | S/O   | 1º giugno 1996    | Italia               |
| 12 | Gianluca Galassi      | C     | 24 luglio 1997    | Italia               |
| 16 | Alessandro Gaia       | S     | 15 maggio 1997    | Italia               |
| 17 | Alessandro Tofoli     | P     | 8 maggio 1998     | Italia               |
| 18 | Gabriele Di Martino   | C     | 20 luglio 1997    | Italia               |

## Mercato
| Acquisti | Acquisti              | Acquisti | Acquisti   |
| R.       | Nome                  | da       | Modalità   |
| -------- | --------------------- | -------- | ---------- |
| C        | Gianluca Galassi      | Trentino | definitivo |
| L        | Alessandro Piccinelli | Segrate  | definitivo |
| P        | Francesco Zoppellari  | Padova   | definitivo |

| Cessioni | Cessioni               | Cessioni    | Cessioni   |
| R.       | Nome                   | a           | Modalità   |
| -------- | ---------------------- | ----------- | ---------- |
| L        | Leonardo Battista      | Aversa      | definitivo |
| C        | Omar Biglino           | Potentino   | definitivo |
| S        | Ferdinando Della Volpe | -           | ritirato   |
| S/O      | Andrea Di Coste        | Velletri    | definitivo |
| C        | Davide Esposito        | Tuscania    | definitivo |
| P        | Matteo Pistolesi       | Emma Villas | definitivo |
| S        | Giacomo Raffaelli      | Emma Villas | definitivo |

## Risultati

### Serie A2

#### Girone di andata
| 1ª giornata - 25 ottobre 2015 Palazzetto dello Sport, Roma          | Club Italia       | 3 - 2 | Materdomini       | 21-25, 25-19, 24-26, 25-18, 15-10 |
| 2ª giornata - 30 ottobre 2015 PalaParini, Cantù                     | Libertas Brianza  | 3 - 1 | Club Italia       | 25-14, 25-22, 31-33, 25-19        |
| 3ª giornata - 8 novembre 2015 Palazzetto dello Sport, Roma          | Club Italia       | 1 - 3 | Argos             | 15-25, 25-21, 19-25, 17-25        |
| 4ª giornata - 15 novembre 2015 Palazzetto dello Sport, Monterotondo | Civita Castellana | 3 - 1 | Club Italia       | 24-26, 25-22, 25-15, 25-15        |
| 5ª giornata - 23 novembre 2015 Palazzetto dello Sport, Roma         | Club Italia       | 2 - 3 | Tricolore         | 24-26, 25-12, 21-25, 26-24, 12-15 |
| 6ª giornata - 30 novembre 2015 Palazzetto dello Sport, Roma         | Club Italia       | 3 - 1 | Potentino         | 25-21, 15-25, 25-23, 25-23        |
| 7ª giornata - 4 dicembre 2015 PalaValentia, Vibo Valentia           | Callipo           | 3 - 1 | Club Italia       | 23-25, 25-21, 25-16, 25-19        |
| 8ª giornata - 8 dicembre 2015 PalaManera, Mondovì                   | Mondovì           | 0 - 3 | Club Italia       | 21-25, 23-25, 25-27               |
| 9ª giornata - 13 dicembre 2015 Palazzetto dello Sport, Roma         | Club Italia       | 0 - 3 | Tuscania          | 18-25, 20-25, 25-27               |
| 10ª giornata - 16 dicembre 2015 Palazzetto dello Sport, Roma        | Club Italia       | 0 - 3 | Impavida Ortona   | 21-25, 23-25, 11-25               |
| 11ª giornata - 19 dicembre 2015 PalaEstra, Siena                    | Emma Villas       | 3 - 2 | Club Italia       | 25-11, 15-25, 25-20, 18-25, 15-10 |
| 12ª giornata - 27 dicembre 2015 Palazzetto dello Sport, Roma        | Club Italia       | 3 - 0 | Atlantide Brescia | 27-25, 25-18, 30-28               |
| 13ª giornata - 3 gennaio 2016 Palazzetto dello Sport, Tricase       | Alessano          | 3 - 0 | Club Italia       | 29-27, 25-21, 25-18               |

#### Girone di ritorno
| 14ª giornata - 6 gennaio 2016 PalaGrotte, Castellana Grotte       | Materdomini       | 1 - 3 | Club Italia       | 19-25, 19-25, 25-15, 19-25        |
| 15ª giornata - 10 gennaio 2016 Palazzetto dello Sport, Roma       | Club Italia       | 1 - 3 | Libertas Brianza  | 25-23, 30-32, 23-25, 23-25        |
| 16ª giornata - 16 gennaio 2016 PalaPolsinelli, Sora               | Argos             | 3 - 1 | Club Italia       | 28-30, 25-23, 25-17, 25-20        |
| 17ª giornata - 24 gennaio 2016 Palazzetto dello Sport, Roma       | Club Italia       | 3 - 2 | Civita Castellana | 25-16, 15-25, 25-20, 23-25, 15-13 |
| 18ª giornata - 31 gennaio 2016 PalaBigi, Reggio nell'Emilia       | Tricolore         | 3 - 1 | Club Italia       | 25-23, 26-24, 21-25, 25-21        |
| 19ª giornata - 14 febbraio 2016 PalaPrincipi, Potenza Picena      | Potentino         | 2 - 3 | Club Italia       | 29-27, 23-25, 22-25, 26-24, 9-15  |
| 20ª giornata - 21 febbraio 2016 Palazzetto dello Sport, Roma      | Club Italia       | 3 - 0 | Callipo           | 25-23, 30-28, 25-17               |
| 21ª giornata - 29 febbraio 2016 Palazzetto dello Sport, Roma      | Club Italia       | 1 - 3 | Mondovì           | 20-25, 27-25, 16-25, 22-25        |
| 22ª giornata - 6 marzo 2016 Palazzetto dello Sport, Montefiascone | Tuscania          | 3 - 2 | Club Italia       | 25-17, 25-27, 25-21, 20-25, 15-12 |
| 23ª giornata - 9 marzo 2016 Palasport Comunale, Ortona            | Impavida Ortona   | 3 - 0 | Club Italia       | 25-21, 29-27, 25-14               |
| 24ª giornata - 13 aprile 2016 Palazzetto dello Sport, Roma        | Club Italia       | 1 - 3 | Emma Villas       | 14-25, 25-20, 21-25, 24-26        |
| 25ª giornata - 20 marzo 2016 PalaSanFilippo, Brescia              | Atlantide Brescia | 2 - 3 | Club Italia       | 19-25, 25-16, 25-19, 20-25, 13-15 |
| 26ª giornata - 27 marzo 2016 Palazzetto dello Sport, Roma         | Club Italia       | 3 - 0 | Alessano          | 25-20, 25-19, 25-20               |

## Statistiche

### Statistiche di squadra
| Competizione | Punti | In casa | In casa | In casa | In trasferta | In trasferta | In trasferta | Totale | Totale | Totale |
| Competizione | Punti | G       | V       | P       | G            | V            | P            | G      | V      | P      |
| ------------ | ----- | ------- | ------- | ------- | ------------ | ------------ | ------------ | ------ | ------ | ------ |
| Serie A2     | 29    | 13      | 6       | 7       | 13           | 4            | 9            | 26     | 10     | 16     |
| Totale       | -     | 13      | 6       | 7       | 13           | 4            | 9            | 26     | 10     | 16     |

G = partite giocate; V = partite vinte; P = partite perse

### Statistiche dei giocatori
| Giocatore     | Serie A2 | Serie A2 | Serie A2 | Serie A2 | Serie A2 | Totale | Totale | Totale | Totale | Totale |
| Giocatore     | P        | PT       | AV       | MV       | BV       | P      | PT     | AV     | MV     | BV     |
| ------------- | -------- | -------- | -------- | -------- | -------- | ------ | ------ | ------ | ------ | ------ |
| A. Argenta    | 26       | 421      | 363      | 50       | 8        | 26     | 421    | 363    | 50     | 8      |
| E. Caneschi   | 21       | 22       | 18       | 4        | 0        | 21     | 22     | 18     | 4      | 0      |
| G. Di Martino | 26       | 218      | 125      | 75       | 18       | 26     | 218    | 125    | 75     | 18     |
| A. Gaia       | 6        | 7        | 6        | 1        | 0        | 6      | 7      | 6      | 1      | 0      |
| G. Galassi    | 25       | 272      | 193      | 57       | 22       | 25     | 272    | 193    | 57     | 22     |
| D. Gardini    | 2        | 1        | 0        | 0        | 1        | 2      | 1      | 0      | 0      | 1      |
| P. Margutti   | 25       | 190      | 155      | 21       | 14       | 25     | 190    | 255    | 21     | 14     |
| A. Marta      | 19       | -        | -        | -        | -        | 19     | -      | -      | -      | -      |
| C. Osak       | 13       | 28       | 24       | 3        | 1        | 13     | 28     | 24     | 3      | 1      |
| A. Piccinelli | 26       | -        | -        | -        | -        | 26     | -      | -      | -      | -      |
| A. Tofoli     | 24       | 4        | 1        | 1        | 2        | 24     | 4      | 1      | 1      | 2      |
| P. Zonca      | 26       | 332      | 254      | 54       | 24       | 26     | 332    | 254    | 54     | 24     |
| F. Zoppellari | 26       | 41       | 9        | 18       | 14       | 26     | 41     | 9      | 18     | 14     |

P = presenze; PT = punti totali; AV = attacchi vincenti; MV = muri vincenti; BV = battute vincenti